# Need for Speed (2015)
Need for Speed è un videogioco simulatore di guida open world online sviluppato da Ghost Games e pubblicato nel novembre 2015 da Electronic Arts per Xbox One e PlayStation 4, e pubblicato su Origin per Microsoft Windows il 15 marzo 2016. È il ventiduesimo titolo della serie Need for Speed ed è un reboot della serie. Il gioco non ha microtransazioni o DLC a pagamento e tutti i contenuti aggiuntivi sono disponibili attraverso aggiornamenti obbligatori gratuiti.

## Trama
La storia ruota attorno al giocatore e un piccolo gruppo di piloti che vuole farsi notare dalle cinque icone del gioco, tutti reali piloti. Spike vuole impressionare Magnus Walker, Amy vuole impressionare Akira Nakai, Robyn vuole impressionare Risky Devil, Manu vuole impressionare Ken Block e Travis vuole impressionare Shinichi Morohoshi. Con il progredire del videogioco, il giocatore guadagna denaro e reputazione. Una volta che il giocatore diventa l'icona definitiva, l'ultima sfida è battere Travis, Spike, Amy, Robyn, Manu e le icone. Dopo la gara, nell'ultima cutscene si intravedono tutti i piloti farsi una foto di gruppo insieme, con il giocatore che indossa una maschera per nascondere la sua vera identità.

## Modalità di gioco
Il primo gameplay video in pre-Alpha per Need for Speed è stato rivelato alla conferenza stampa di EA all'E3 il 15 giugno 2015. La presentazione all'E3 mostra una parte della storia, seguita dalla personalizzazione di una Subaru BRZ che ha mostrato il nuovo e migliorato sistema di personalizzazione, e la "Chase camera",' che più tardi è stata svelata come una delle 5 angolature della telecamera. Ci sono cinque diverse modalità di gioco: Speed, Style, Crew, Build e Outlaw dove i giocatori possono guadagnare punti per impegnarsi per progredire nel gioco attraverso 5 storie che si sovrappongono. Need for Speed si svolge nella città immaginaria di Ventura Bay e i suoi dintorni che si basano su Los Angeles.
Need for Speed segna il ritorno delle personalizzazioni estetiche delle auto.

## Sviluppo
Il 29 maggio 2015, EA ha confermato che Need for Speed richiederà un collegamento online per giocare, ma ha rassicurato che "i benefici saranno ottimi" per richiedere la restrizione. I precedenti Need For Speed hanno caratterizzato mondi online collegati ai giocatori per trovarsi assieme e gareggiare, anche se non hanno mai richiesto un giocatore di rimanere connesso per giocare il gioco. Questa scelta è stata accolta con critiche negative da parte della critica, simili a SimCity del 2013, che era ingiocabile al momento del lancio a causa della richiesta di una connessione online per giocare. La ragione di una connessione Internet sempre in linea è stato a causa della nuova funzionalità dello Snapshot Autolog, spiegato da Marcus Nilsson che premia i giocatori e le loro fotografie con la Rep Points, punti esperienza e in-game soldi se fossero piaciute agli altri giocatori.
Il 14 settembre 2015, Electronic Arts ha annunciato che Need for Speed per PC era stato ritardato a primavera 2016 al fine di consentire Ghost Games di dare la versione con un frame rate sbloccato e con una qualità visiva migliore. Sono state pubblicate due edizioni: la Standard Edition e la Deluxe Edition. La Deluxe Edition contiene extra in gioco come un'icona VIP, più involucri, più aggiornamenti e accesso anticipato alla BMW M3 E46 modificata per apparire come il principale modello di M3 GTR da Need for Speed: Most Wanted (2005), la quale appare sulla copertina del gioco e appare anche nel garage all'inizio accanto alla gialla Honda Civic nel menù "Acquista la tua prima auto".

## Aggiornamenti pubblicati dopo l'uscita
- 13 novembre 2015: Livello massimo reputazione innalzato a 60, due nuove auto, nuove sfide, eventi comunità e personalizzazioni per auto.
- 9 dicembre 2015: Nuove canzoni proveniente dagli altri Need for Speed, livello massimo reputazione innalzato a 70, nuovi collezionabili, evento in cui bisogna sfidare Eddie e Melissa di Need for Speed: Underground. Una volta completato questo evento, il giocatore sbloccherà la Nissan Skyline GT-R V-Spec del 1999 di Eddie.
- 3 febbraio 2016: Targhe personalizzabili, due Drag Race, due auto Hot Rod, l'opzione per la trasmissione manuale e la Nissan GT-R Premium (R35).
- 27 aprile 2016: Tornei Multiplayer, possibilità di rigiocare le missioni della storia con la nuova difficoltà Prestigio (sbloccabile dopo aver completato tutte le missioni della storia).